# Brachypelma auratum
Brachypelma auratum  (лат.) — вид пауков-птицеедов из рода Brachypelma. Эндемик юго-запада Мексики. Встречается в штатах Герреро и Мичоакан.
Максимальная длина тела самок 8 см. Внешне похож на вид Brachypelma smithi, поэтому ранее рассматривался как его подвид. В 1992 году был выделен в самостоятельный вид. Окраска немного темнее. 
Brachypelma auratum обитает в скалистых горных лесах на высоте до 1000 метров над уровнем моря, встречается также на равнине. Предпочитает засушливые районы. Во время редких и сильных дождей паук покидает свою нору. Питается преимущественно насекомыми и мелкими ящерицами.